# 李吉 (弘治進士)
李吉（1465年—？），字元敏，四川嘉定州洪雅县人，民籍，明朝政治人物。同進士出身。

## 生平
弘治五年（1492年）壬子科四川鄉試第三十名舉人。弘治十二年（1499年）中式己未科會試第七十四名，三甲第三十七名進士。授湖广松滋县知县，十八年任浙江嵊縣知縣。正德時擢大理寺右评事，官至南雄府知府，十五年六月考察以不謹冠帶閑住。

## 家族
曾祖李文義；祖李暹。父李颖，监生。前母盧氏；母陈氏。慈侍下。兄李柰、李時、李鳌。